# 柯劭忞
柯 劭忞（か しょうびん）は、清末民初の歴史家。字は鳳孫。輔仁大学教授・理事を務めた。
1886年、進士となり、翰林院庶吉士となった。中華民国成立後は、独力で『新元史』を著した。『新元史』は『元史』成立後500年間の各歴史家の研究を集大成し、新たな内容を補充し、誤謬を改めたとして学界から高く評価された。日本の東京帝国大学も柯劭忞に1923年12月10日付で文学博士の学位を授与している。1919年、大総統徐世昌は『新元史』を正史の列に加えて二十五史とする大総統令を出した。
また1914年に袁世凱が清史館を設立して趙爾巽を館長とすると、柯劭忞も『清史稿』の編纂作業に加わり、「儒林伝」「文苑伝」「疇人伝」の整理にあたり、「天文志」を一人で書き上げた。『清史稿』は1920年に初稿が完成し、1926年に校訂作業が開始され、1928年に出版された。また晩年の1925年には、日本との関係が評価されたためか日中共同の東方文化事業の中国側委員に任命され、同事業総委員会の総裁に選出されたが、1928年日本軍による済南事件の勃発を理由に他の中国側委員とともに抗議の意をもって辞職した。